# Totnes
Totnes (tɒtnɨs eller tɒtˈnɛs) är en stad och civil parish i Devon i sydvästra England, Storbritannien. Staden ligger ca 35 km söder om Exeter och är administrativt center i distriktet South Hams. Den första borgen byggdes år 907 och i mitten av 1100-talet hade staden blivit en viktig marknadsstad. År 2001 hade staden en befolkning på 7 444 personer och har bland annat ett levande kulturliv med musik, konst och teater. Staden är också känd för att vara en plats där man kan leva en bohemisk livsstil och för att Omställningsrörelsen startade här.